# Myelin
Myelin er det materiale, der omgiver axoner, idet det danner et beskyttende lag kaldet en myelinskede.
Myelin er et lipid-rigt (fedt) stof, der omgiver nervecelle-axoner (nervesystemets "ledninger") for at isolere dem og øge hastigheden, hvormed elektriske impulser (kaldet aktionspotentialer) sendes langs axonen. Det myelinerede axon kan sammenlignes med en elektrisk ledning (aksonet) med isolerende materiale (myelin) omkring sig. Men i modsætning til plastikbeklædningen på en elektrisk ledning, danner myelin ikke en eneste lang kappe over hele axonens længde. Myelin dækker snarere nerven i segmenter: Generelt er hver axon indkapslet med flere lange myeliniserede sektioner med korte mellemrum imellem kaldet Ranvier noder.
Myelin dannes i centralnervesystemet (CNS; hjerne, rygmarv og optisk nerve) af gliaceller kaldet oligodendrocytter og i det perifere nervesystem (PNS) af gliaceller kaldet Schwann-celler. I CNS bærer axoner elektriske signaler fra en nervecellekrop til en anden. I PNS bærer axoner signaler til muskler og kirtler eller fra sanseorganer såsom huden. Hver myelinskede er dannet af den koncentriske indpakning af en oligodendrocyt (CNS) eller Schwann-celle (PNS) proces (en lem-lignende forlængelse fra cellelegemet) omkring axonen.[2][3] Myelin reducerer kapacitansen af den aksonale membran. På et molekylært niveau øger det i internoderne afstanden mellem ekstracellulære og intracellulære ioner, hvilket reducerer akkumuleringen af ladninger. Den diskontinuerlige struktur af myelinskeden resulterer i salterende ledning, hvorved aktionspotentialet "springer" fra en knude af Ranvier, over en lang myeliniseret strækning af axonen kaldet internoden, før den "genoplades" ved den næste knude af Ranvier, og så tændt, indtil den når axonterminalen.[4][5][6] Noder af Ranvier er de korte (ca. 1 mikron) umyelinerede områder af axonen mellem tilstødende lange (ca. 0,2 mm – >1 mm) myelinerede internoder. Når først det når axonterminalen, fremkalder dette elektriske signal frigivelsen af en kemisk besked eller neurotransmitter, der binder sig til receptorer på den tilstødende postsynaptiske celle (f.eks. nervecelle i CNS eller muskelcelle i PNS) i specialiserede regioner kaldet synapser .
Denne "isolerende" rolle for myelin er essentiel for normal motorisk funktion (dvs. bevægelse såsom gang), sensorisk funktion (f.eks. at høre, se eller mærke smertefornemmelsen) og kognition (f.eks. tilegne sig og genkalde viden), som vist ved konsekvenserne af lidelser, der påvirker det, såsom de genetisk bestemte leukodystrofier;[7] den erhvervede inflammatoriske demyeliniserende lidelse, multipel sklerose;[8] og de inflammatoriske demyeliniserende perifere neuropatier.[9] På grund af dens høje udbredelse er dissemineret sklerose, som specifikt påvirker centralnervesystemet (hjerne, rygmarv og optisk nerve), den bedst kendte lidelse af myelin.
| Anatomi | Spire Denne artikel om anatomi er en spire som bør udbygges. Du er velkommen til at hjælpe Wikipedia ved at udvide den. |